# جيان جيرار
جيان جيرار (بالفرنسية: Grandville )‏ (و. 1803 – 1847 م) هو كاريكاتيري، ورسام توضيحي، ورسام فرنسي، ولد في نانسي، توفي عن عمر يناهز 44 عاماً.
في مسيرته الفنية، تنوعت رسومات جيرار بين السخرية السياسية والاجتماعية والتعبير عن القضايا الاجتماعية بشكل عام. كما اشتهر برسم الفن الساخر، وكان يستخدم أسلوبًا فكاهيًا وحادًا في تقديم آرائه وانتقاداته.

## معرض صور

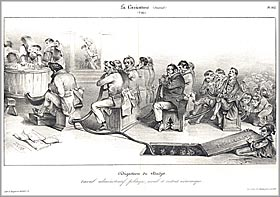
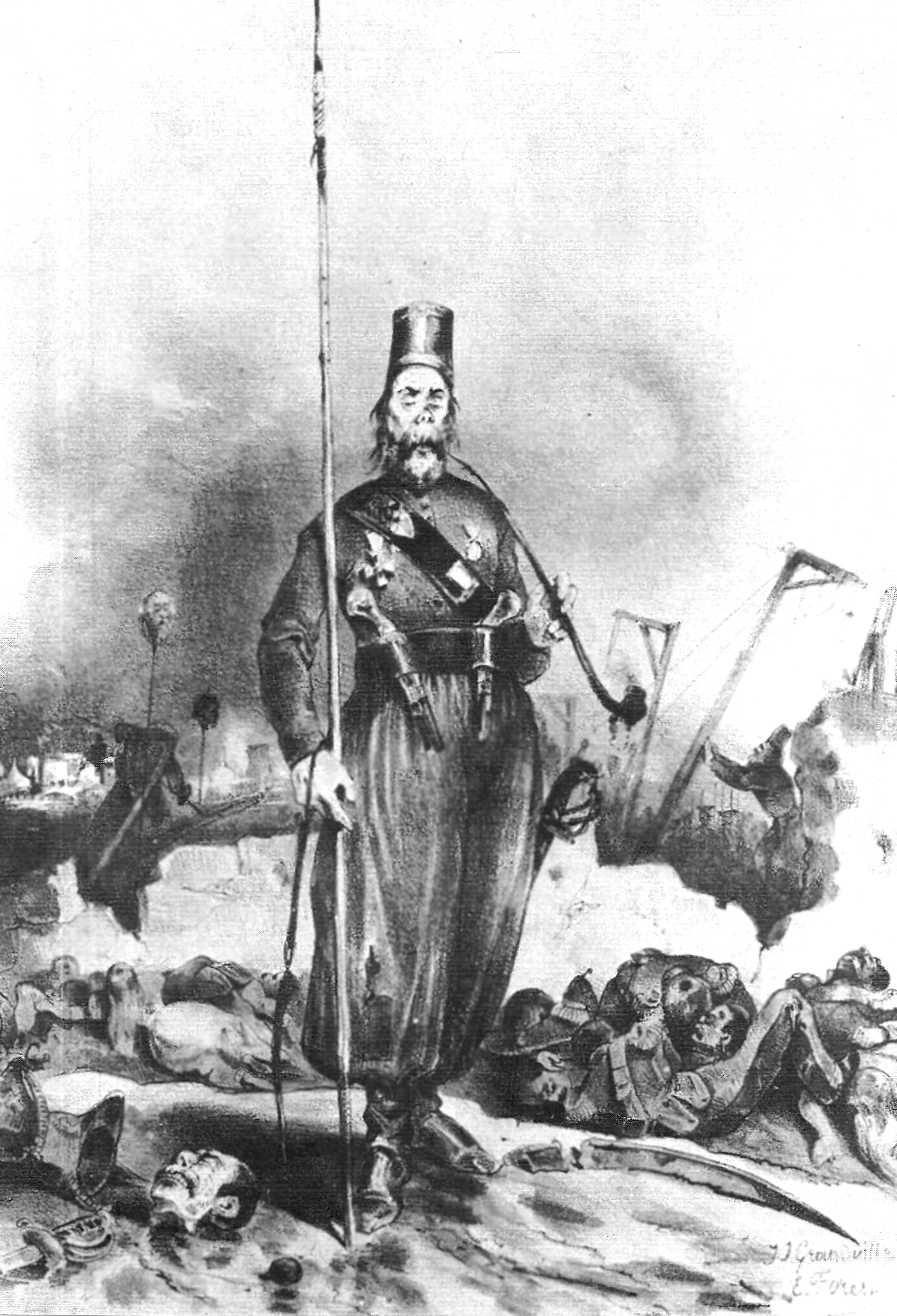
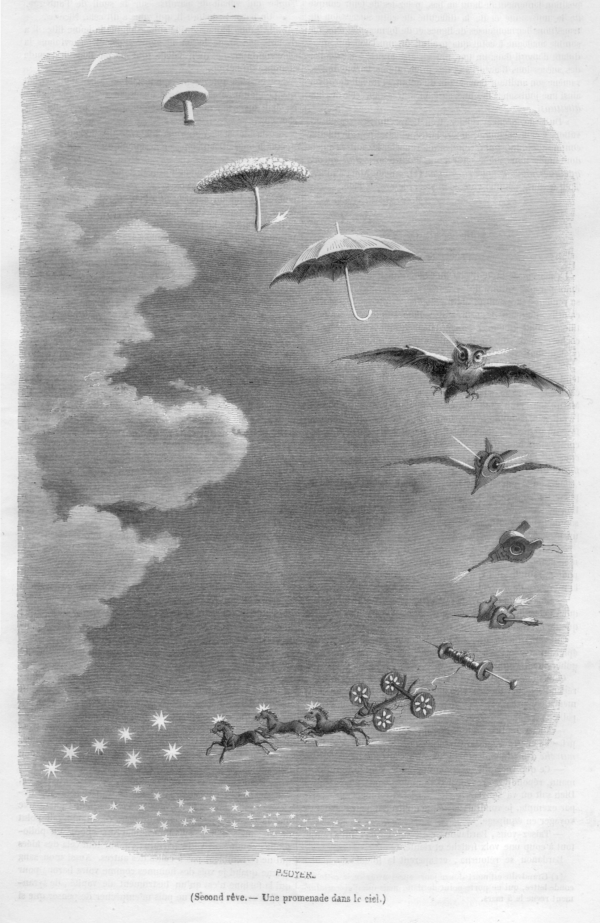

## روابط خارجية
- جيان جيرار على موقع الموسوعة البريطانية (الإنجليزية)
- جيان جيرار على موقع ميوزك برينز (الإنجليزية)
- جيان جيرار على موقع قاعدة بيانات برودواي على الإنترنت (الإنجليزية)
- جيان جيرار على موقع ديسكوغز (الإنجليزية)